# Prêmio Aby Warburg

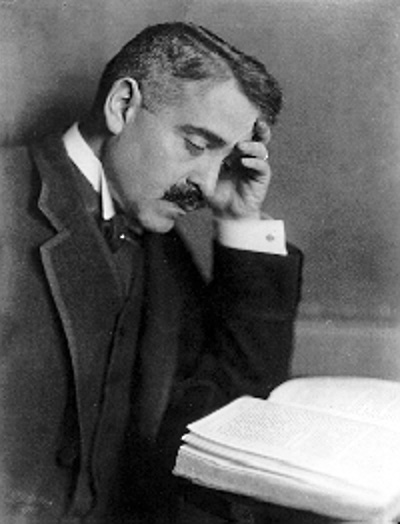
Aby Warburg ca. 1900

O Prêmio Aby Warburg (em alemão:  Aby Warburg-Preis, até 2012 Aby-M.-Warburg-Preis) é um prêmio em ciências da cidade de Hamburgo. Foi estabelecido em 1979 pelo senado da cidadee concedido a primeira vez em 1981 (para 1980). É concedido por conquistas de destaque em ciências humanas e sociais. Denominado em memória de Aby Warburg, é dotado com 10.000 euros e concedido a cada quatro anos.

## Recipientes
- 1980 Jan Białostocki, historiador da arte
- 1984 Meyer Schapiro, historiador da arte
- 1988 Michael Baxandall, historiador da arte
- 1992 Carlo Ginzburg, historiador
- 1996 Claude Lévi-Strauss, etnólogo e antropólogo
- 2000 Natalie Zemon Davis, historiadora
- 2004 Horst Bredekamp, historiador da arte
- 2008 Werner Hofmann, historiador da arte
- 2012 Martin Warnke, historiador da arte
- 2016 Sigrid Weigel, cientista cultural[1]
- 2020 Georges Didi-Huberman, historiador da arte[2]